# Béréziat

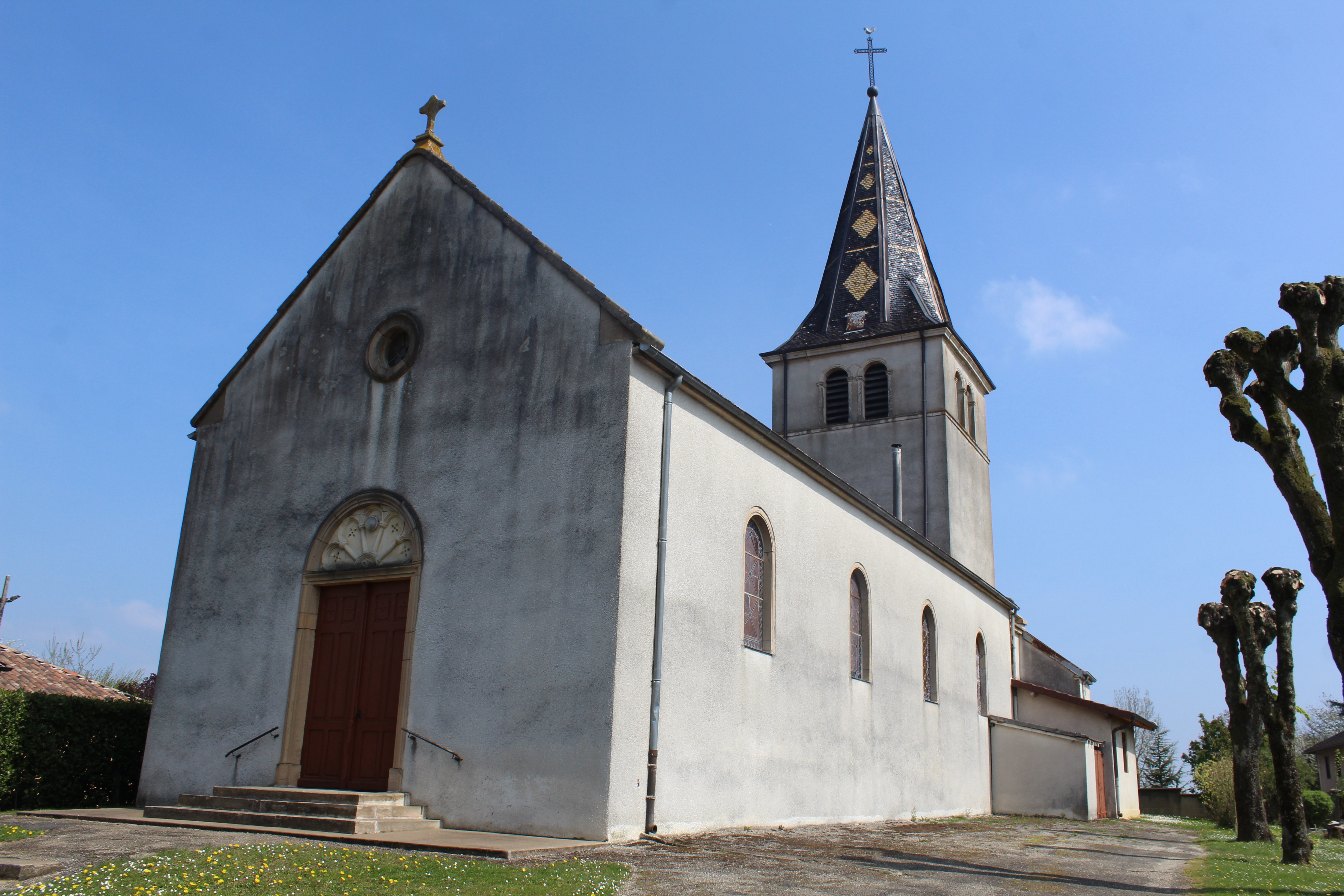

Béréziat är en kommun i departementet Ain i regionen Auvergne-Rhône-Alpes i östra Frankrike. Kommunen ligger  i kantonen Montrevel-en-Bresse som ligger i arrondissementet Bourg-en-Bresse. Kommunens areal är 10,83 km². År 2022 hade Béréziat 481 invånare.

## Befolkningsutveckling
Antalet invånare i kommunen Béréziat
Referens: INSEE